# Татарка (Киев)
Татарка (укр. Татарка) — историческая местность Киева. Расположена в качестве извилистого узкого холма между Подолом, Глубочицей, Щекавицей, Лукьяновкой, Юрковицей, Волчьим и Репьяховым яром.
Основные улицы Татарки — Лукьяновская, Татарская, Старая Поляна, Багговутовская, Шмидта, Половецкая, Печенежская, Нагорная, переулок Айвазовского.
Название местности происходит от нижегородских татар, преимущественно мыловаров и торговцев, которые поселились тут в 1860-х годах, а позже основались на Подоле поблизости Житнего рынка. Застройка Татарки, главным образом одноэтажная, проходила во второй половине XIX века. В XX веке старая застройка была почти полностью снесена.

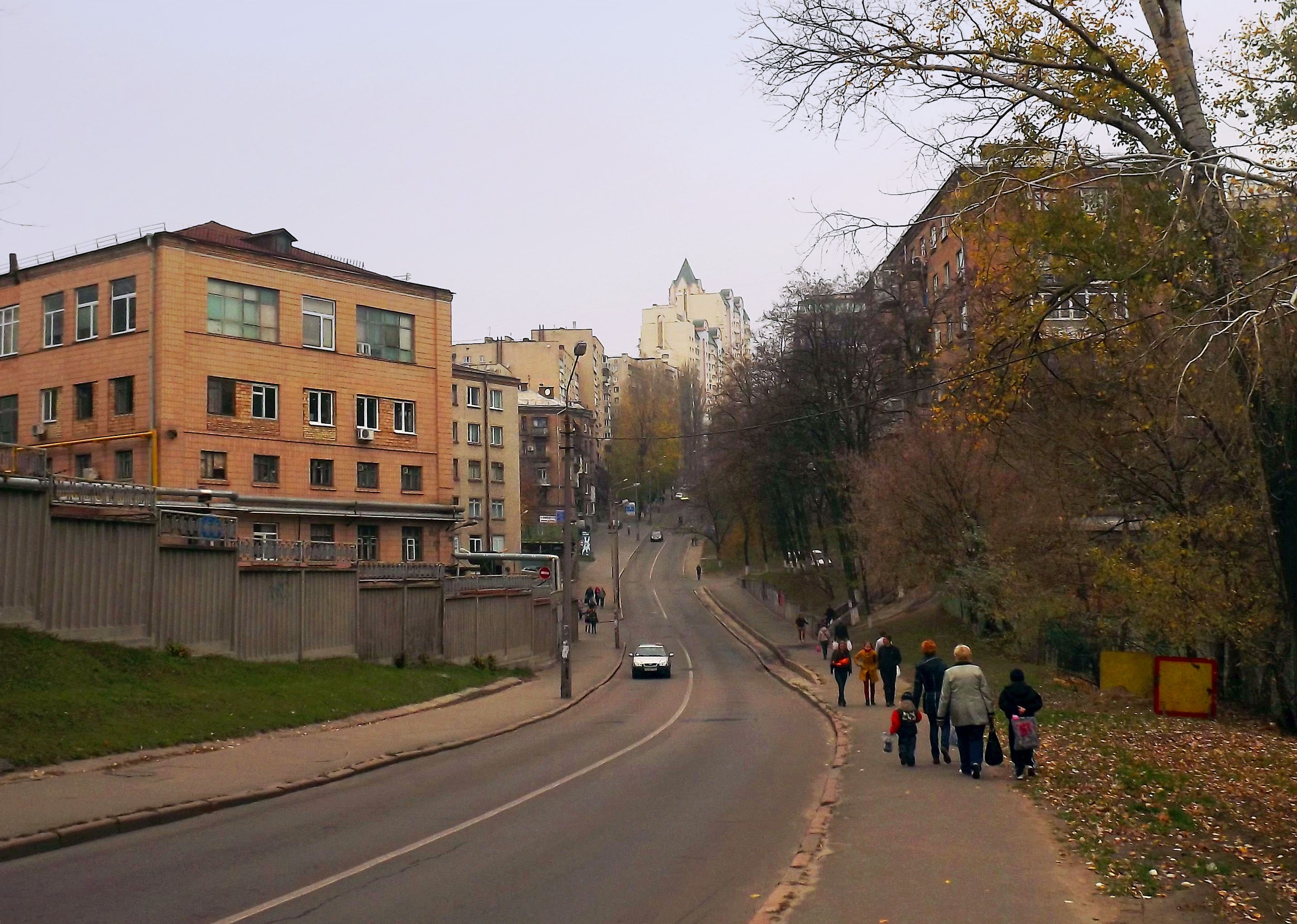
Татарская улица